# Guillem de Santcliment
Guillem de Santcliment (Barcelona, segle xv - Catalunya, 1515), va ser governador i capità general de Menorca entre els anys 1467 i 1505.
Guillem de Santcliment fou un noble i cavaller català pertanyent al llinatge dels Santcliment, ell es va casar amb Joana d'Hostalric-Sabastida i Llull, filla del vicealmirall i veguer Joan de Sabastida i d'Hostalric, i tingueren tres fills: Joan de Santcliment i d'Hostalric-Sabastida, alcaid del castell de Salses, marit de Elisabet de Centelles - filla de Lluis de Centelles, baró de Centelles - i pare de Guillem Ramon de Santcliment i de Centelles, comanador de Moratalla (Múrcia) a l'orde de Sant Jaume, que es distingí a la batalla de Lepant i fou ambaixador a Flandes i davant l'emperador; Guillem de Santcliment i d'Hostalric-Sabastida i Frederic de Santcliment i d'Hostalric-Sabastida, que fou governador de Menorca.